# Jan Martszen de Jonge

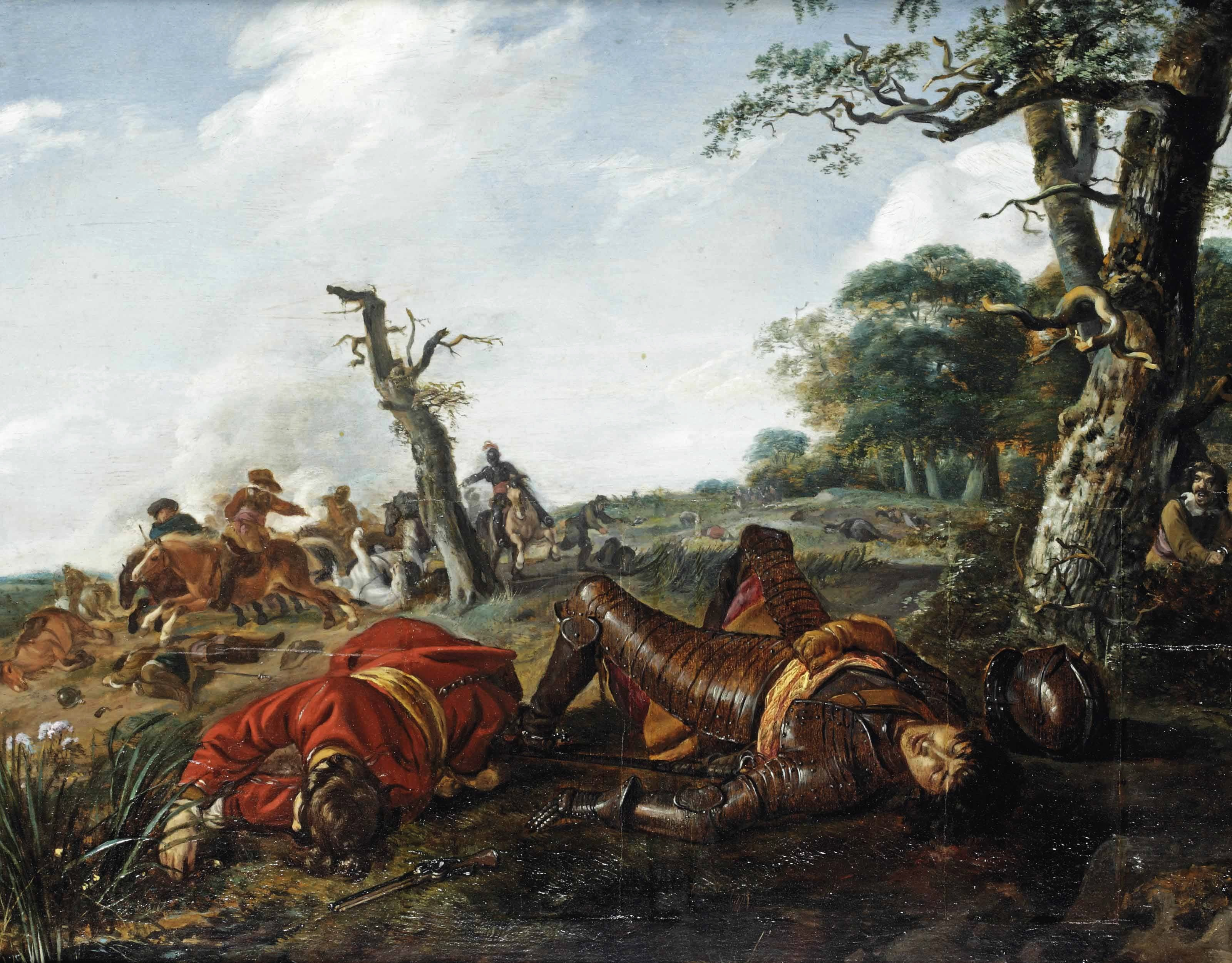
Cavaleriecharge met twee gesneuvelde soldaten

Jan Martszen de Jonge (Haarlem, circa 1609 - waarschijnlijk Haarlem of Amsterdam, na 1647), was een Nederlands kunstschilder, vooral bekend om zijn landschappen met militaire gevechtshandelingen en ruiters.

## Leven en werk
Martszen was de zoon van de Haarlemse schilder Jacobus Martens (1579/80-1647) en de neef van Esaias van de Velde, die ook zijn leermeester was. Zelf was hij op zijn beurt leermeester van onder andere Jan Asselijn. Over zijn leven zijn slechts een beperkt aantal gegevens bekend. Hij werkte in Haarlem, Amsterdam, Den Haag en Delft en was met name actief in de periode 1629-1641. Vroeger werk werd mogelijk gesigneerd door zijn vader. In 1633 verloofde hij zich te Amsterdam met Philipina Sorel.
Martszen schilderde vooral landschappen, ruiterstukken, veldslagen, maar ook enkele portretten. Daarnaast stoffeerde hij regelmatig werken van anderen met ruiters en figuren, onder andere voor Bartholomeus van Bassen, Esaias van de Velde en Anthonie Palamedesz.. Zijn werken worden soms wel verwisseld met die van Palamedesz. en Abraham van der Hoef, alsook met die van zijn vader.

## Galerij

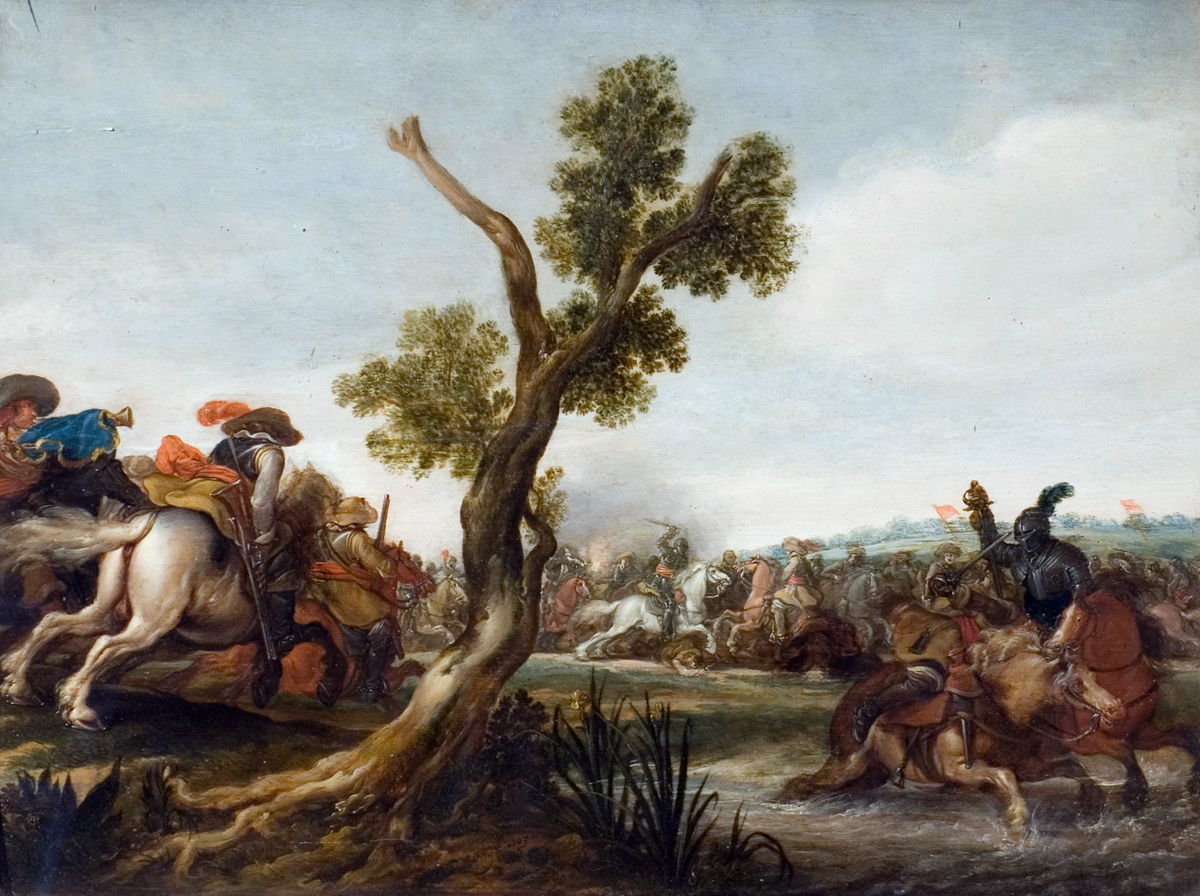
Cavalariecharge, 1630-1636, Victoria and Albert Museum
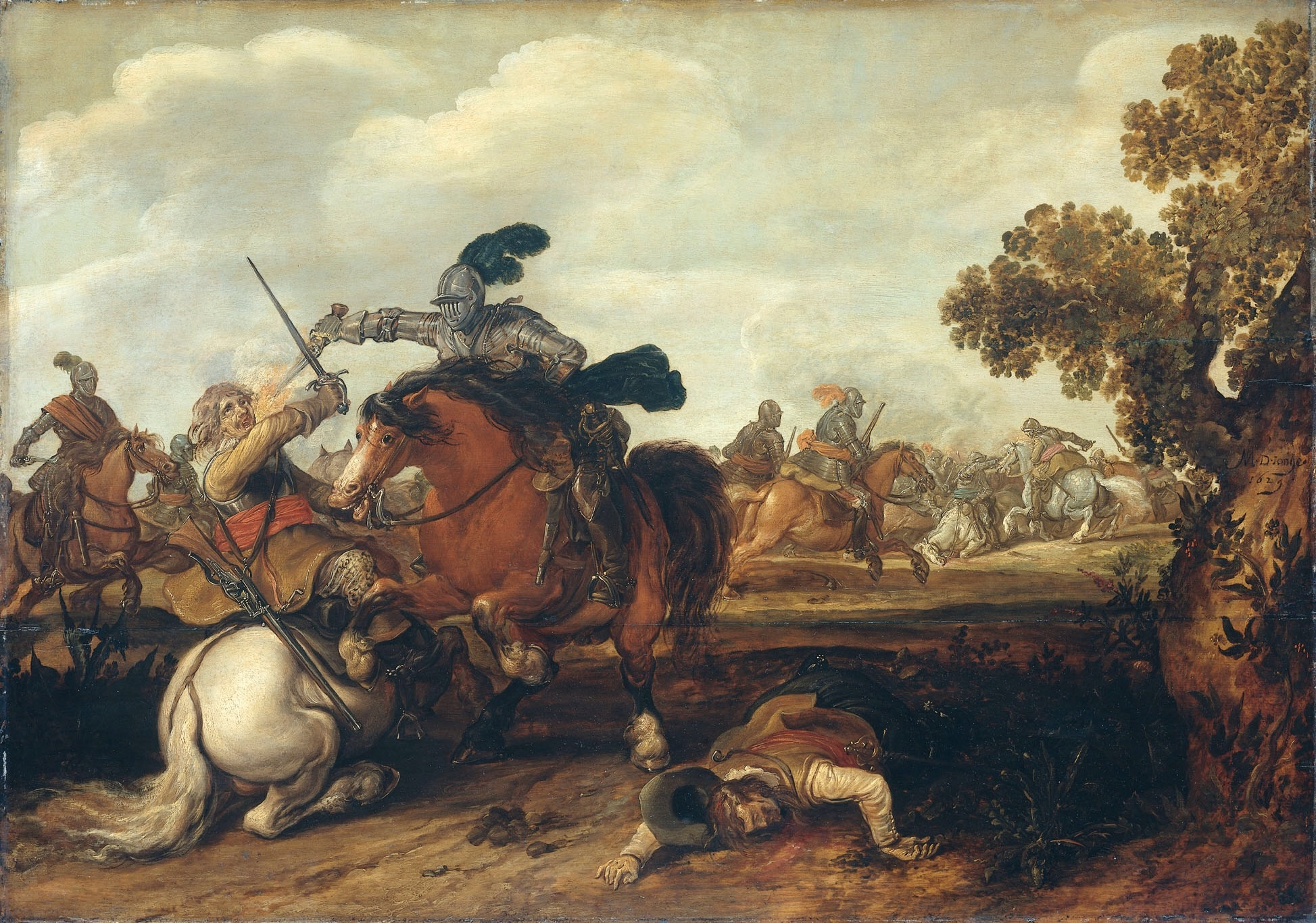
Ruitergevecht, 1629, Rijksmuseum Amsterdam